# Prvenstvo Osječkog nogometnog podsaveza – II. razred 1936./37.
II. razred prvenstva Osječkog nogometnog podsaveza u sezoni 1936./37., igran za klubove s područja Osijeka.  
 
Sudjelovalo je pet klubova, a prvak je bio klub "Rapid" iz Osijeka. 

## Sustav natjecanja
Četiri kluba su igrala dvokružnu ligu (6 kola). 

## Ljestvica
| mj. | klub           | ut. | pob. | ner. | por. | gol+ | gol- | bod | 1937./38.  |
| --- | -------------- | --- | ---- | ---- | ---- | ---- | ---- | --- | ---------- |
| 1.  | Rapid Osijek   | 6   | 5    | 0    | 1    | 18   | 7    | 10  | I. razred  |
| 2.  | Makabi Osijek  | 6   | 3    | 2    | 1    | 16   | 15   | 8   | II. razred |
| 3.  | ŽAK Osijek     | 6   | 1    | 1    | 4    | 13   | 17   | 3   | II. razred |
| 4.  | Velebit Osijek | 6   | 1    | 1    | 4    | 12   | 10   | 3   | II. razred |

## Rezultatska križaljka
| kratica | klub           | MAK | RAP | VEL | ŽAK |
| --- | -------------- | --- | --- | --- | --- |
| MAK | Makabi Osijek  |     |     |     |     |
| RAP | Rapid Osijek   |     |     |     |     |
| VEL | Velebit Osijek |     |     |     |     |
| ŽAK | ŽAK Osijek     |     |     |     |     |
| |                |     |     |     |     |
| podebljan rezultat - utakmice od 1. do 3. kola (1. utakmica između klubova) rezultat normalne debljine - utakmice od 4. do 6. kola (2. utakmica između klubova) rezultat nakošen - nije vidljiv redoslijed odigravanja međusobnih utakmica iz dostupnih izvora rezultat smanjen * - iz dostupnih izvora nije uočljiv domaćin susreta prekrižen rezultat - poništena ili brisana utakmica p - utakmica prekinuta 3:0 p.f. / 0:3 p.f. - rezultat 3:0 bez borbe n.i. - nije igrano |                |     |     |     |     |

 Izvori: